# Parydra inornata
Parydra inornata är en tvåvingeart som beskrevs av Becker 1924. Parydra inornata ingår i släktet Parydra och familjen vattenflugor.
Artens utbredningsområde är Taiwan. Inga underarter finns listade i Catalogue of Life.